# Onze-Lieve-Vrouw van Bijstandkerk (Rosselaar)

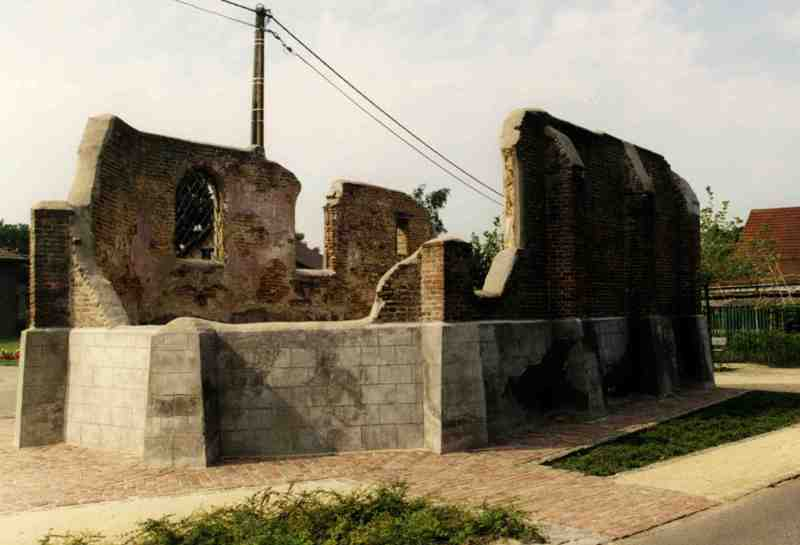
Sint-Luciakapel

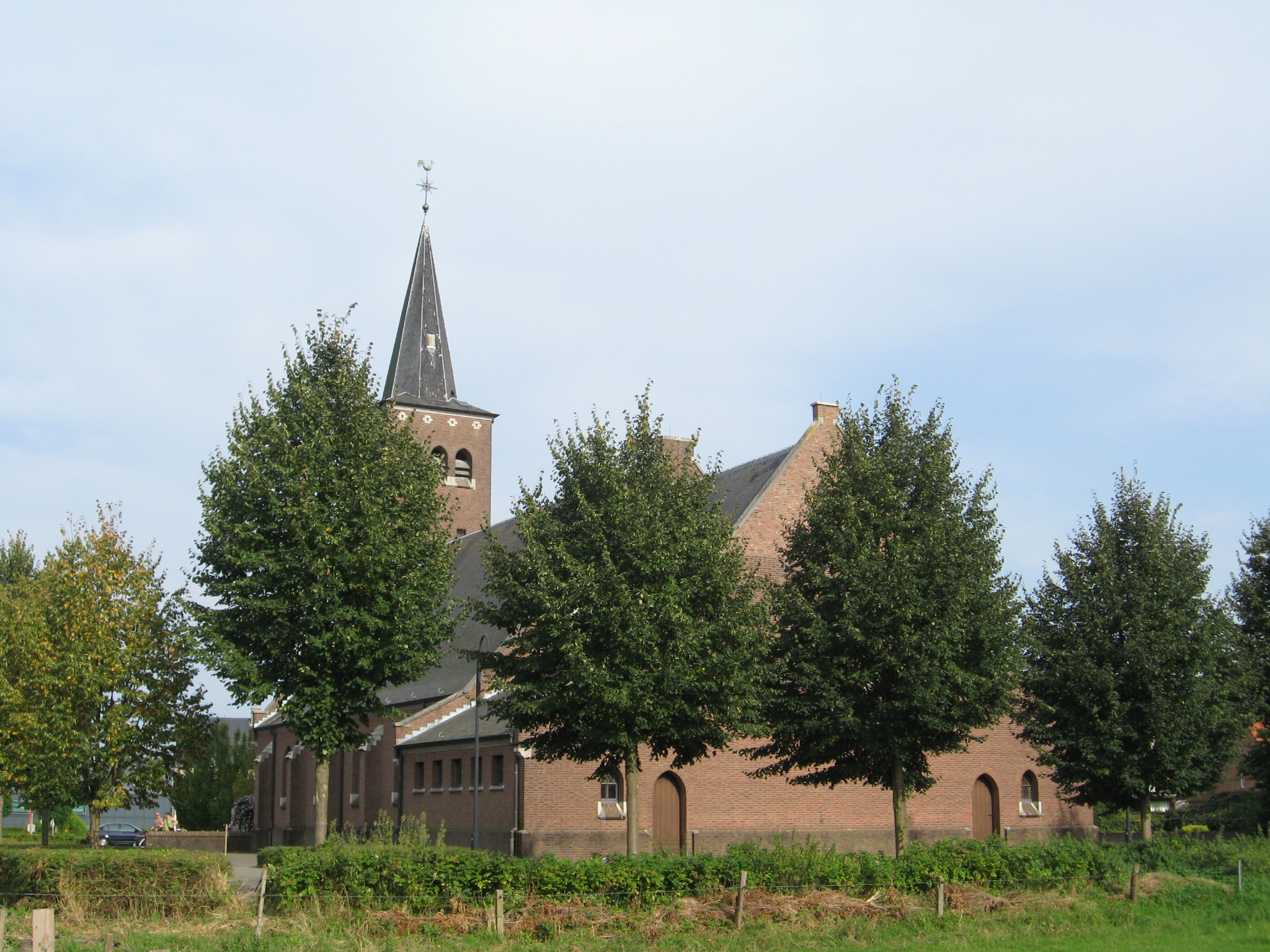
Onze-Lieve-Vrouw van Bijstandkerk

De Onze-Lieve-Vrouw van Bijstandkerk is de parochiekerk van de tot de Antwerpse gemeente Balen behorende plaats Rosselaar, gelegen aan Olmensebaan 61.

## Sint-Luciakapel
In 1641 werd een kleine houten veldkapel, de Sint-Luciakapel, opgericht die in 1664 werd vervangen door een stenen kapel, gelegen aan Rosselaar. Deze werd in 1748 verbouwd en in 1900 hersteld.
Rosselaar werd in 1949 een kapelanie die afhankelijk was van de Sint-Andriesparochie te Balen. De kapel werd als noodkerk gebruikt en daartoe werd hij in 1949 nog vergroot. Toen in 1953 een definitieve kerk naar ontwerp van René Joseph van Steenbergen, werd gebouwd en in gebruik genomen, raakte de kapel in verval en deze werd in 1974 ook nog getroffen door brand. In 2000 werd de ruïne geconserveerd.

## Kerk
Het betreft een naar het westen georiënteerde bakstenen zaalkerk met halfingebouwde oosttoren. Deze bevat het ingangsportaal en is vlakopgaand. Hij wordt gedekt door een ingesnoerde naaldspits. De stijl is traditionalistisch en de muuropeningen zijn rondbogig.
Het interieur wordt overkluisd door een spitstongewelf.